# 中道 (大乘佛教)
佛教術語，佛教所稱的中道係指有別於常見外道的常邊與斷見外道的斷邊，即法界實相不落於相對二邊(一異、生滅、有無、權實)之任一邊。若執持相對二邊之任一邊即非中道，如: 凡夫常執持有邊，聲聞常執持無邊，因此凡夫行以及聲聞行皆非中道。法界實相:不落空有兩邊，亦不離空有二邊。佛教的中道有二乘的中道與大乘不共二乘的中道。
- 二乘的中道依五陰十八界的有兩邊而說離兩邊，意即因有五陰十八界，故必有如苦樂、來去、空有、生滅、垢淨、增減、生死、有無、....種種相對的兩邊，離此兩邊即是二乘的中道，意即將滅(五蘊、無明)止生入涅槃即無兩邊。二乘的中道又可分為聲聞菩提的中道及緣覺菩提的中道[4]。
  - 聲聞菩提的中道以五蘊為本[5]，依四聖諦、八正道即可斷五蘊十八界的我見我執，無五陰十八界即無依其而有的兩邊。故聲聞菩提的中道亦有八正道的說法。
  - 緣覺菩提的中道則依緣起則有緣滅則無為本，故斷緣起有(無明)的一邊即離有無的兩邊。

- 大乘不共二乘的中道亦可分為三，
  - 一者依如來藏[6]之體性的本無兩邊故永不落兩邊的中道(如如來藏心體的不生不滅、不增不減、非斷非常、...等等)[7]，
  - 二者依如來藏的體性與其所生的萬法和合運作而言的中道。意即萬法雖有兩邊然如來藏的心體依然永無兩邊，故言如來藏與萬法非有兩邊非無兩邊，例如:非有變異非無變異、非有苦樂非無苦樂、非有貪瞋非無貪瞋、...等等之中道，
  - 三者以一切諸法攝歸如來藏而言一切法皆是中道，正如《法華經卷二》〈信解品〉所說的「一切諸法皆悉空寂，無生亦無滅，無大亦無小，無漏亦無為」。
  - 大乘佛教中的中道，如八不中道或佛性[8]等的說法，都是在闡述以人人原本具足第八識如來藏為本的佛性[9]、中道性，唯第八識如來藏恒具諸中道性，故能為大乘佛法中一切中道所說之本。

## 聲聞乘的中道
《中阿含經》：「五比丘，當知有二邊行，諸為道者所不當學：一曰著欲樂下賤業凡人所行，二曰自煩自苦，非賢聖求法，無義相應。五比丘，捨此二邊，有取中道，成明成智，成就於定，而得自在，趣智趣覺，趣於涅槃；謂八正道，正見，乃至正定，是謂為八。」
聲聞道的修行者應行離五蘊苦(苦行亦然)樂兩邊的中道。聲聞者因有五蘊即有生死、空有、苦樂、貪厭，...等等兩邊的煩惱。眾生的諸煩惱皆因有五蘊我故，若無五蘊我即無諸煩惱如生死的兩邊而得解脫。反之若貪著五蘊十八界中的任一法，即落於有之一邊即非中道，即是流轉生死煩惱之本，與解脫道不相應。故聲聞行者應觀五蘊的無常、苦、空、虛妄並進斷五蘊十八界的貪著、依四聖諦、八正道即可斷我見、我執趣於涅槃。此為依五蘊的有兩邊而離兩邊的中道的一個例子。

## 緣覺乘的中道
《雜阿含經》：「我若答言有我，則增彼先來邪見；若答言無我，彼先痴惑，豈不更增痴惑?言先有我，從今斷滅，若先來有我，則是常見，於今斷滅則是斷見。如來離二邊處中說法。所謂是事有故是事有，是事起故是事生。謂緣無明乃至生老病死憂悲惱苦滅。」
此為依於「此有故彼有」的思惟，而知煩惱之根本，再依「此滅故彼滅」的思惟，而知依因緣法而斷生死煩惱之法。依「有無」兩邊而離兩邊的中道。例如:依十二因緣觀的「緣起則有、緣滅則無」的有、無兩邊而斷有、無兩邊即是緣覺乘的中道。故緣覺乘斷我見與我執的無明，即可斷生老病死之煩惱，唯餘本際(涅槃、如來藏)常住，即可出離三界的流轉生死。

## 大乘佛教的中道
大乘不共二乘的中道，是以真心如來藏的本來自性清淨心體為本，親証如來藏即是明心，明心即能現觀如來藏心體中的諸中道性，如來藏心體從不與六塵相應，不與六塵相應即無六入，即無五蘊十八界的苦樂、善惡、生滅、常斷、動靜、通塞、濁清、麤細、貴賤、違順、明闇、動靜....等等相對的兩邊。如來藏心體雖永無兩邊，兩邊卻為如來藏所含攝，意即如離如來藏即無兩邊的存在。故如來藏非有兩邊非無兩邊。
另如來藏心體亦有能生萬法的體性。 親証如來藏者能現觀如來藏本無兩邊的中道，亦能現觀一切法皆是中道，一切法皆因如來藏而有(即如無如來藏即無一切法)故。
如來藏與萬法兩者和合運作故能現非我不異我(非一非異)、不垢不淨、不斷不常、不來不去等等之中道。故唯親証如來藏者方能真實了知大乘佛教的中道義。未親証者唯能以意識思惟憶測想像之，不能現觀並如實了知其真實義。例如，「自性清淨心而有染污難可了知。有二法難可了知。謂自性清淨心。難可了知。彼心為煩惱所染亦難了知。」 意即未証悟者對自性清淨如來藏心的不垢不淨的中道難可了知。故知如來藏心體雙俱不離清淨、染污兩邊，卻也不墮清淨、染污兩邊。大乘佛教俱有無量無數的中道皆因如來藏的體性故。

## 中觀學派
修學中道的觀行謂之為中觀，根源自龍樹《中論》，中觀學派以中觀立宗。中觀派的中道觀，又稱八不中道，語出於龍樹所造《中論》頌文之中。「八不」的內容，即是「不生不滅」，「不常不斷」，「不一不異」，「不來不去」。

離兩邊的中道是《般若》經中非常重要的智慧。世間的一切法，皆是因緣所生的戲論，無常生滅、苦、空，都不離生與滅，不是斷即是常，只有般若實相才是不一不異，亦沒有去來的中道。
龍樹菩薩《中論》中的中道論述有:
- 「不生亦不滅，不常亦不斷，不一亦不異，不來亦不出，能說是因緣，善滅諸戲論。……」[20]此即一般學佛人所稱為八不中道。
- 「眾因緣生法。我說即是空。亦為是假名。亦是中道義。」[21]
- 「若一切皆空(空無)，無生亦無滅，如是則無有四聖諦之法。.....。若一切不空（實有常住），則無有生滅，如是則無有四聖諦之法。...」意即若無如來藏，則一切皆空與不空皆有無四聖諦、無三寶、壞因果、壞罪福、壞世俗法之過失。[21]故實相（空義如來藏）[22]與一切法非空非不空。
- 「若我是五陰，我即為生滅，若我異五陰，則非五陰相。」我是五陰與我異五陰皆有過失，故如來藏我(常樂我淨的我)與五陰非一非異。及「諸法實相(如來藏)中，無我非無我。諸法實相者，心行言語斷，無生亦無滅，寂靜如涅槃。一切實非實，亦實亦非實，非實非非實，是名諸佛法。」[23]皆是《中論》闡示中道的例子。

《大智度論》中的中道：「非有亦非無，亦無非有無，此語亦不受，如是名中道。」意即不墮有、無兩邊，亦不離有、無兩邊，亦不執受此語。

## 瑜伽行唯識學派的主要論著
唯識與中觀皆以第八識如來藏為體來論說，兩者之異唯所修前後有別，深淺有異爾。意即中觀為世尊於二轉法輪中般若經典之所說，唯識為世尊於三轉法輪所宣說諸唯識經典之一切種智，故中觀與唯識之理不二。
彌勒菩薩《瑜伽師地論》：「有及非有二俱遠離法相所攝真實性事。是名無二。由無二故說名中道。」
《成唯識論卷七》:「虛妄分別有，於此二都無，此中唯有空，於彼亦有此。故說一切法，非空非不空，有無及有故，是則契中道。」
《大乘起信論》:「心生滅門者。謂依如來藏有生滅心轉。不生滅與生滅和合非一非異。名阿賴耶識。此識有二種義。謂能攝一切法。能生一切法。」
《大乘起信論》:「一切心識(七轉識)相(心)即是無明相。 與本覺(如來藏)非一非異。非是可壞非不可壞。」
《大乘起信論》:「…真如自體相者。一切凡夫聲聞緣覺菩薩諸佛無有增減。非前際生非後際滅常恒究竟。從無始來本性具足一切功德。……。本性清淨心義。常樂我淨義。寂靜不變自在義。如是等過恒沙數非同非異不思議佛法無有斷絕。依此義故名如來藏。亦名法身。」
唯識學派主張三界唯心(如來藏)，萬法唯識。如來藏與萬法和合運作即現非一非異的中道，例如:《雜阿含經》:「諸所有色，若過去、若未來、若現在，若內、若外，若麤、若細，若好、若醜，若遠、若近，彼一切非我、非異我、不相在如實知；受、想、行、識亦如是。」即是此意。又如七識妄心於萬法起貪瞋時，真心如來藏心體仍然是沒有貪瞋的心行，故如來藏與七識妄心非有貪瞋非無貪瞋，有貪瞋亦無貪瞋。非俱非不俱之中道。又種子(識種、業種、無明種、習氣種子等)生現行現行薰種子。 故種子有變異如來藏心體自性清淨永無變異此即是如來藏心雙俱不離變異(因種子可以被薰習改變故)與無變異兩邊，卻也不墮有變異與無變異兩邊的中道性例子。
能夠親證中道真實義者，彼人就是證道者、示道者、說道者，可以在佛法中引導大眾的修學。

### 闡述如來藏體性的有關經論(如來藏學派分類)
因一切法依如來藏直接、間接而有，故凡以如來藏為本的一切法之義必無相違。故龍樹菩薩的中觀學派、唯識學派及如來藏學派所言的中觀必皆相符，皆以如來藏心體的中道性為本故。
如來藏心體常住永不壞滅，而其心體所持之有漏法種因薰習而有變異，故如來藏心體雙具常與無常，卻永不墮於常或無常的任一邊。又如來藏心體的真如性永不變異，故稱為我(常樂我淨的我，勝義有非世俗有我)，此真如性即是人我空(人無我)及法我空(法無我)所顯之實性，故稱為無我(勝義空性非世俗之緣起性空)。故如來藏心體的真如性雙具我與無我、空有無二之性，永不落斷常二邊之中道。
《六祖壇經》:「何期自性(如來藏)本不生滅，…。」即謂親証真心如來藏者即能如實知自性(如來藏)本無生滅的兩邊之中道性。
《心經》:「不生不滅、不垢不淨、不增不減」及「…色不異空(性)，空不異色，色即是空，空即是色，受想行識、亦復如是。…空中無色，無受想行識，…。」即是闡示真心如來藏體性俱諸中道性中的一些例子。
《勝鬘師子吼一乘大方便方廣經》:「自性清淨心而有染污。」此段經文意即證明：如來藏亦具不垢不淨的中道。
《維摩詰所說經》:「知是菩提，了眾生心行故；不會是菩提，諸入不會故。」由此經解說，是故可知：如來藏非知非不知。
《佛說不增不減經》:「舍利弗！此法身者是不生不滅法，非過去際，非未來際，離二邊故。」
《大般涅槃經》記載中道指眾生所本有的佛性，具有不來不去、不生不滅、不垢不淨、不增不減、不斷不常、不一不異、非俱非不俱、非有非無的中道性。
中道者名為佛性，而「佛性」常恒無有變易，眾生都因為被無明遮覆的緣故，所以不能得見「佛性」。